# Ferraria ferrariola
Ferraria ferrariola är en irisväxtart som först beskrevs av Nikolaus Joseph von Jacquin, och fick sitt nu gällande namn av Carl Ludwig von Willdenow. Ferraria ferrariola ingår i släktet Ferraria och familjen irisväxter. Inga underarter finns listade i Catalogue of Life.